# Get Your Man (1927)
Get Your Man is een Amerikaanse filmkomedie uit 1927 onder regie van Dorothy Arzner. Het scenario is gebaseerd op het toneelstuk Tu m'épouseras (1927) van de Franse auteur Louis Verneuil. Destijds werd de film in Nederland uitgebracht onder de titel Hoe kom ik aan een man?

## Verhaal
Nancy Worthington is een Amerikaans meisje dat in het wassenbeeldenmuseum in Parijs kennismaakt met de Franse edelman Robert Albin. De ontmoeting verloopt zo ongedwongen dat ze niet beseffen dat het museum aan het sluiten is. Robert is door zijn familie uitgehuwelijk aan Simone de Valens, de dochter van een markies. Na de kennismaking met Nancy wil hij zijn verloving verbreken.

## Rolverdeling
| Acteur          | Personage           |
| --------------- | ------------------- |
| Clara Bow       | Nancy Worthington   |
| Charles Rogers  | Robert Albin        |
| Josef Swickard  | Hertog van Albin    |
| Josephine Dunn  | Simone de Valens    |
| Harvey Clark    | Markies de Valens   |
| Frances Raymond | Mevrouw Worthington |